# Atlas GmbH
Die Atlas GmbH (Eigenschreibweise: ATLAS), 2010 bis 2016 Atlas Maschinen GmbH, ist ein mittelständischer Baumaschinenhersteller mit Sitz in Ganderkesee. 
Das Unternehmen fertigt hydraulische Rad-, Ketten- und Zweiwegebagger in verschiedenen Gewichts- und Leistungsklassen sowie Ladekräne und mittelgroße Radlader. Zurzeit sind in der Atlas GmbH knapp 330 Mitarbeiter in drei Werken beschäftigt. In der kompletten Atlas-Gruppe sind es knapp 500 Mitarbeiter.
Nicht zu verwechseln ist die Atlas GmbH mit der Atlas Weyhausen GmbH. Beide Unternehmen sind organisatorisch und rechtlich eigenständig. Lediglich der Markenname „Atlas“ wurde bis Ende 2015 von beiden Unternehmen genutzt. Seit Ende 2015 verwendet die Atlas Weyhausen GmbH den Markennamen „Weycor“ für ihre Produkte.

## Geschichte

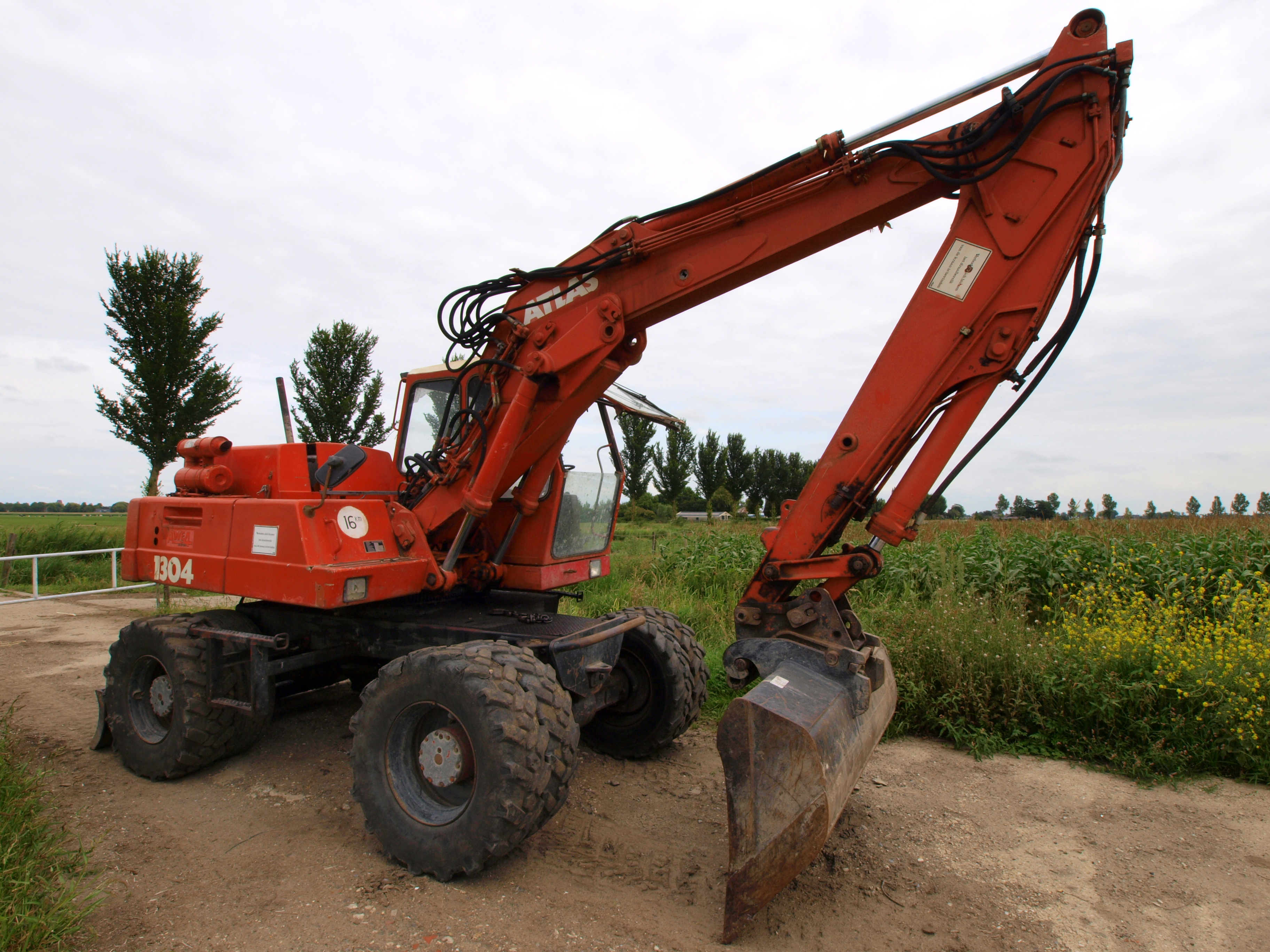
Älterer Atlas Radbagger 1304 (Atlas Weyhausen GmbH)

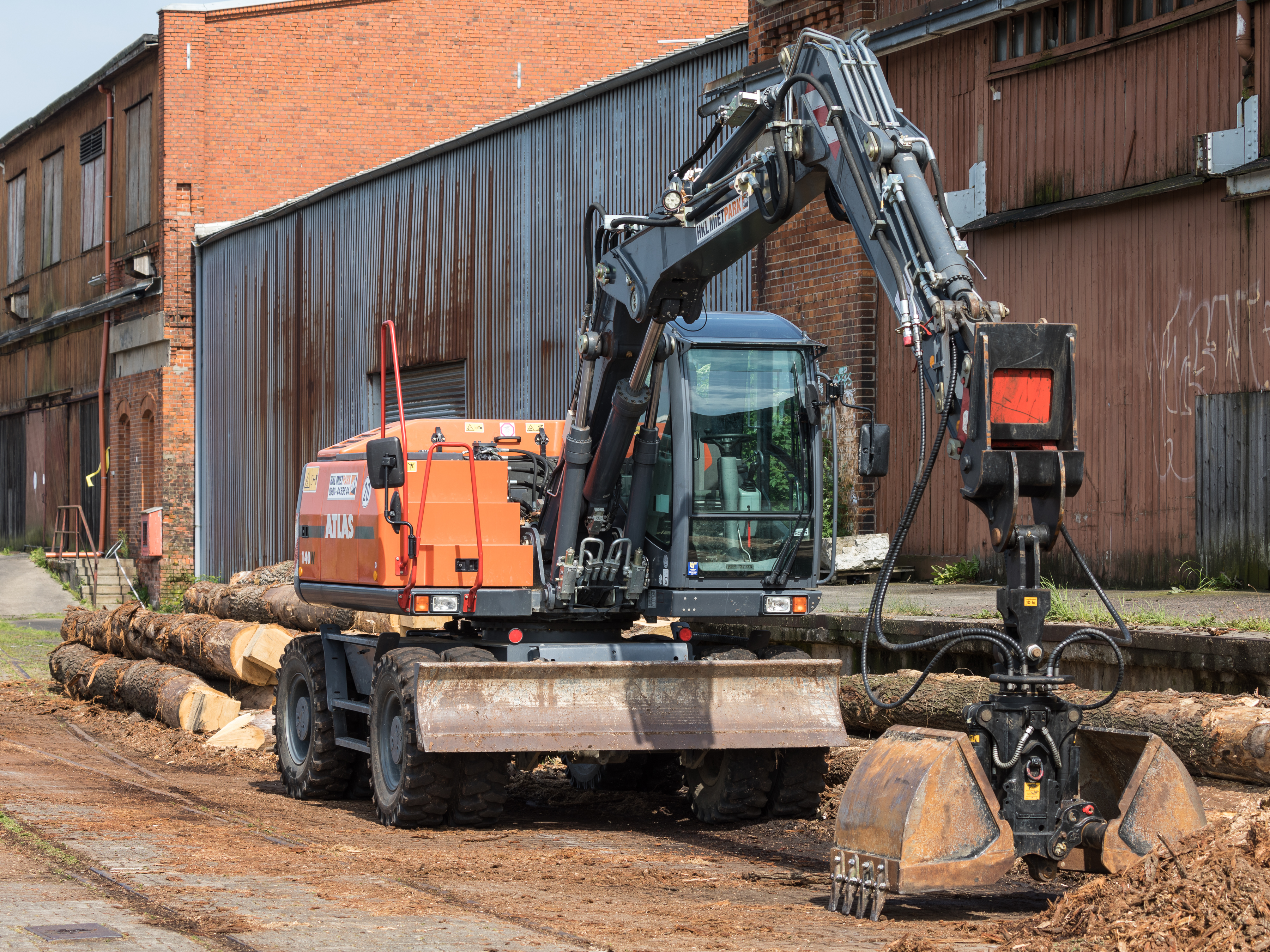
Atlas 140W Mobilbagger im Lübecker Hafen

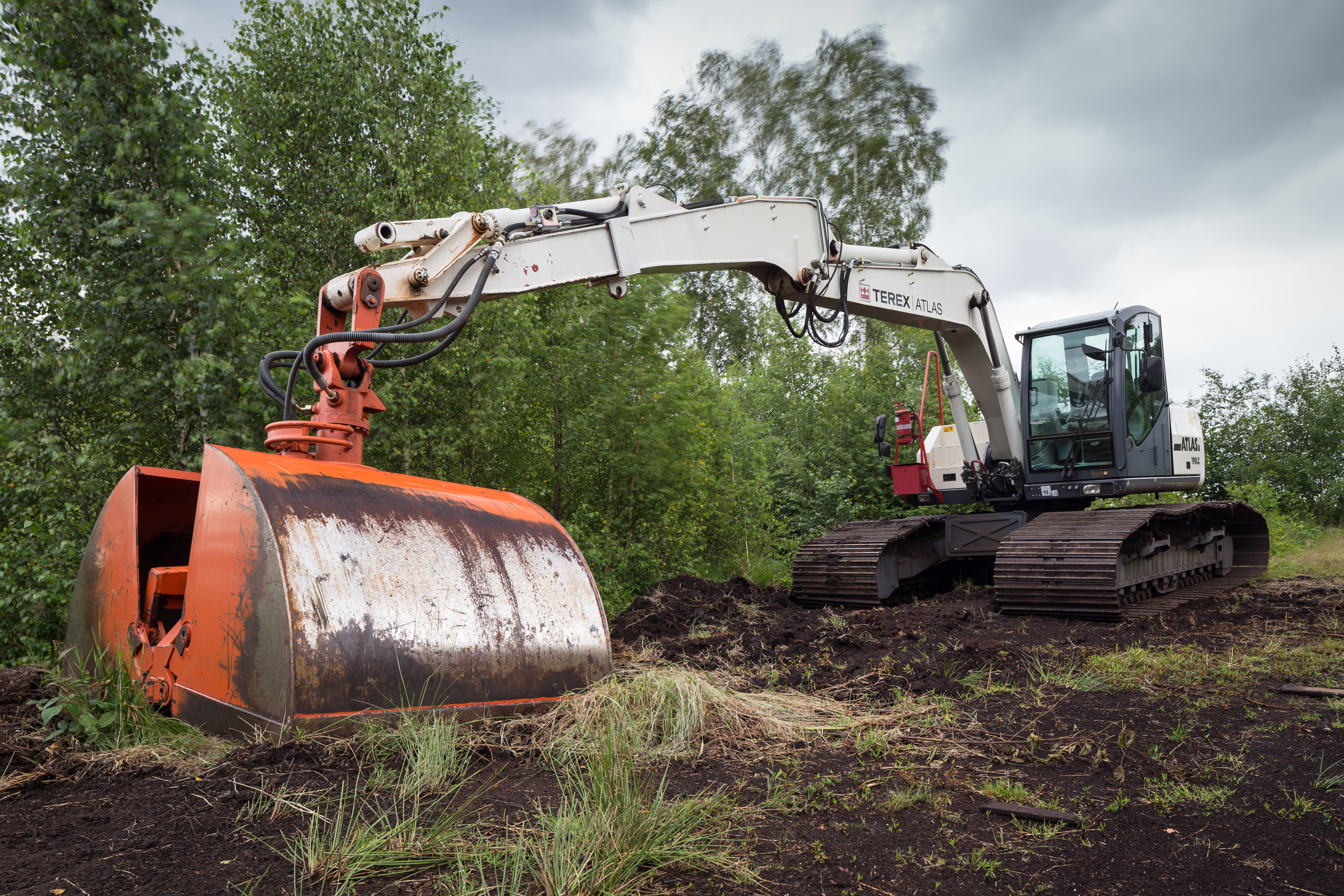
Terex-Atlas Raupenbagger 190LC

Der am 6. Februar 1890 in Neuendeel geborene Hermann Hinrich Weyhausen erlernte den Beruf des Maschinenbauers. Nach Rückkehr aus dem Ersten Weltkrieg reparierte er landwirtschaftliche Geräte von Bauern der Umgebung und begann einen Handel mit Landmaschinen um Delmenhorst. Den Antrieb der vorher von Hand oder mit Hilfe von Tieren betriebenen Geräte wurde durch Einsatz von Elektromotoren vereinfacht. Dazu gründete er 1919 die Hinrich Weyhausen KG mit Sitz in Delmenhorst. Die Firma produzierte zunächst Landmaschinen. Nach Konstruktion eines Heuaufzugs mit einer schräg ansteigenden Bogenbahn, der 1936 ein Patent erhielt, entstand das Markenzeichen „Atlas“. Nach dem Zweiten Weltkrieg wurden zunächst Bettgestelle und Behelfsöfen gefertigt. Der Neubeginn erfolgte 1947 wieder mit der Produktion von landwirtschaftlichen Geräten. Zur besseren Ausmistung in Ställen wurde ein beweglicher Greifer entwickelt, der am Heck von Traktoren befestigt werden konnte. Dazu entwickelte das Unternehmen 1950 eine hydraulische Betätigung. Der erste voll-hydraulische Bagger wurde 1955 gefertigt.
Das Unternehmen trieb die Entwicklung des Hydraulik-Einsatzes in Land- und Forstwirtschaft sowie beim Baugewerbe und Transportwesen (Ladekräne) in den Folgejahren stetig voran und nahm in den 1960er Jahren eine international führende Stellung im Bau von Hydraulikbaggern ein. 1962 waren rund 1000 Beschäftigte in den Werken Vechta (ab 1956), Ganderkesee (ab 1960) und Löningen für das Unternehmen tätig.
Hinrich Weyhausens Adoptivsohn Friedrich Weyhausen gründete in Westerstede die F. Weyhausen GmbH & Co. KG. Hier wurden Kippbrücken und Abrollkipper zum Einsatz auf Lkw produziert.
1965 beteiligte sich Weyhausen an der Achsenfabrik NAF in Neunkirchen am Brand. 1969 starb der Gründer Hinrich Weyhausen und sein Sohn Günter Weyhausen übernahm die Geschäftsführung der Hinrich Weyhausen KG.
1986 erfolgte die Umfirmierung der Hinrich Weyhausen KG in Atlas Weyhausen GmbH. Das Unternehmen geriet 1999 in finanzielle Schwierigkeiten und wurde an die EDER Handel und Beteiligungen GmbH veräußert, die es 2001 an den US-amerikanischen Baumaschinenhersteller Terex aus Westport weiterverkaufte. Es erfolgte die Umbenennung in Atlas-Terex GmbH. Der Name Atlas Weyhausen GmbH war damit nicht mehr gebunden und wurde 2010 vom ehemaligen Schwesterunternehmen F. Weyhausen GmbH & Co. KG im Zuge eines Rechtsformwechsels übernommen.
Nach Verlusten in diesem Geschäftsbereich wurde dieser im März 2010 an den Investor Filip S. Filipov (1946–2022) für einen Euro verkauft. Der Investor gab dem neu gegründeten Unternehmen den Namen Atlas Maschinen GmbH. Im August 2010 erwarb Filipov auch den Markennamen „Kaelble“ von Terex. Danach leitete dieser zusammen mit dem Geschäftsführer Brahim Stitou die gesamte Atlas-Gruppe. Im April 2016 firmierte die Atlas Maschinen GmbH um in Atlas GmbH.
2012 wurde die Atlas Spare Parts GmbH als Tochterunternehmen am Standort Ganderkesee der Atlas GmbH gegründet, die Ersatzteile rund um Bagger herstellt und vertreibt. Im Sommer 2014 kündigte Atlas an, das Werk in Delmenhorst schließen und die Produktion an die anderen Standorte verlagern zu wollen. Anfang 2015 wurde schließlich bekanntgegeben, dass das Werk Delmenhorst entgegen der ursprünglichen Absichten dauerhaft erhalten bleiben soll.
2017 wurde die Atlas Kompakt GmbH ebenfalls als Tochtergesellschaft am Standort in Delmenhorst gegründet. Das Unternehmen vertreibt Mini- und Midibagger des chinesischen Baumaschinenherstellers Sunward in den Atlas-Farben.

## Produktionsstandorte

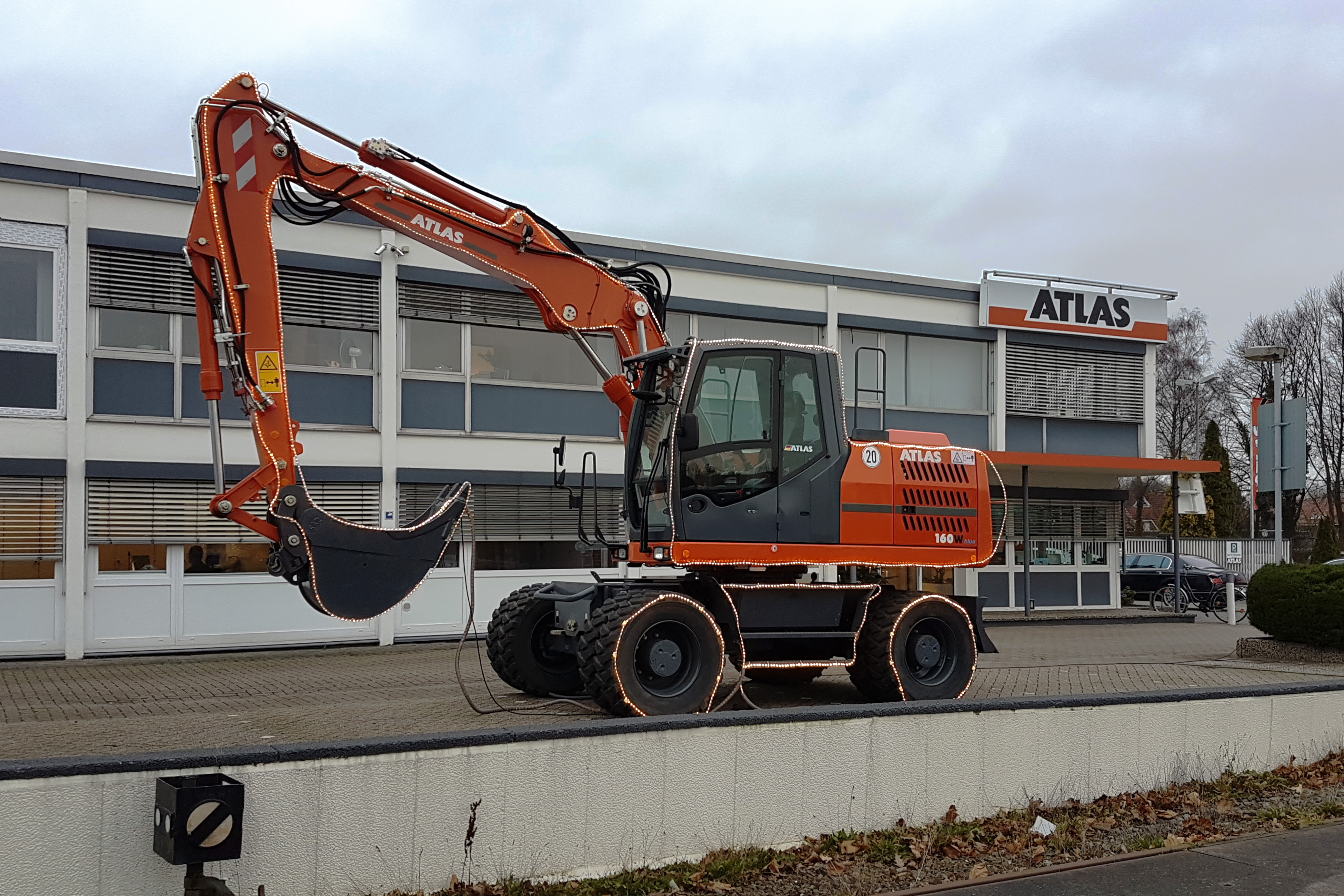
Weihnachtlich dekorierter Atlas 160W in Ganderkesee (2017)

Derzeit unterhält die Atlas GmbH drei Standorte In Deutschland. Neben dem Stammwerk in Ganderkesee gehören die Werke in Delmenhorst und Vechta zum Unternehmen. Die Baggerproduktion findet in Ganderkesee statt. Die Ladekräne werden in Delmenhorst gebaut. In Vechta erfolgt die Fertigung von Zylindern und Anbaugeräten. Des Weiteren befindet sich in Bradford die Atlas Cranes UK als weitere Tochtergesellschaft mit der Spezifizierung auf Vertrieb von Kranen.

## Produkte
Die Atlas GmbH ist Hersteller von Mobil-, Ketten-, Zweiwege- und Umschlagbagger aus unterschiedlichen Größen- und Leistungsklassen. Des Weiteren werden kleine, mittlere und große Lkw-Ladekräne gefertigt. Neben den genannten Produkten bietet die Atlas GmbH seit 2012 auch größere Radladermodelle von der im Jahr 2010 von Terex erworbenen Kaelble GmbH an. Speziell für Terex werden die Radlader weiterhin unter dem alten Markennamen „Terex“ produziert. Unter der zu Kaelble gehörenden Marke „Schaeff“ produziert und vermarktet das Unternehmen auch Tunnelbagger und zugehörige Anbaugeräte.

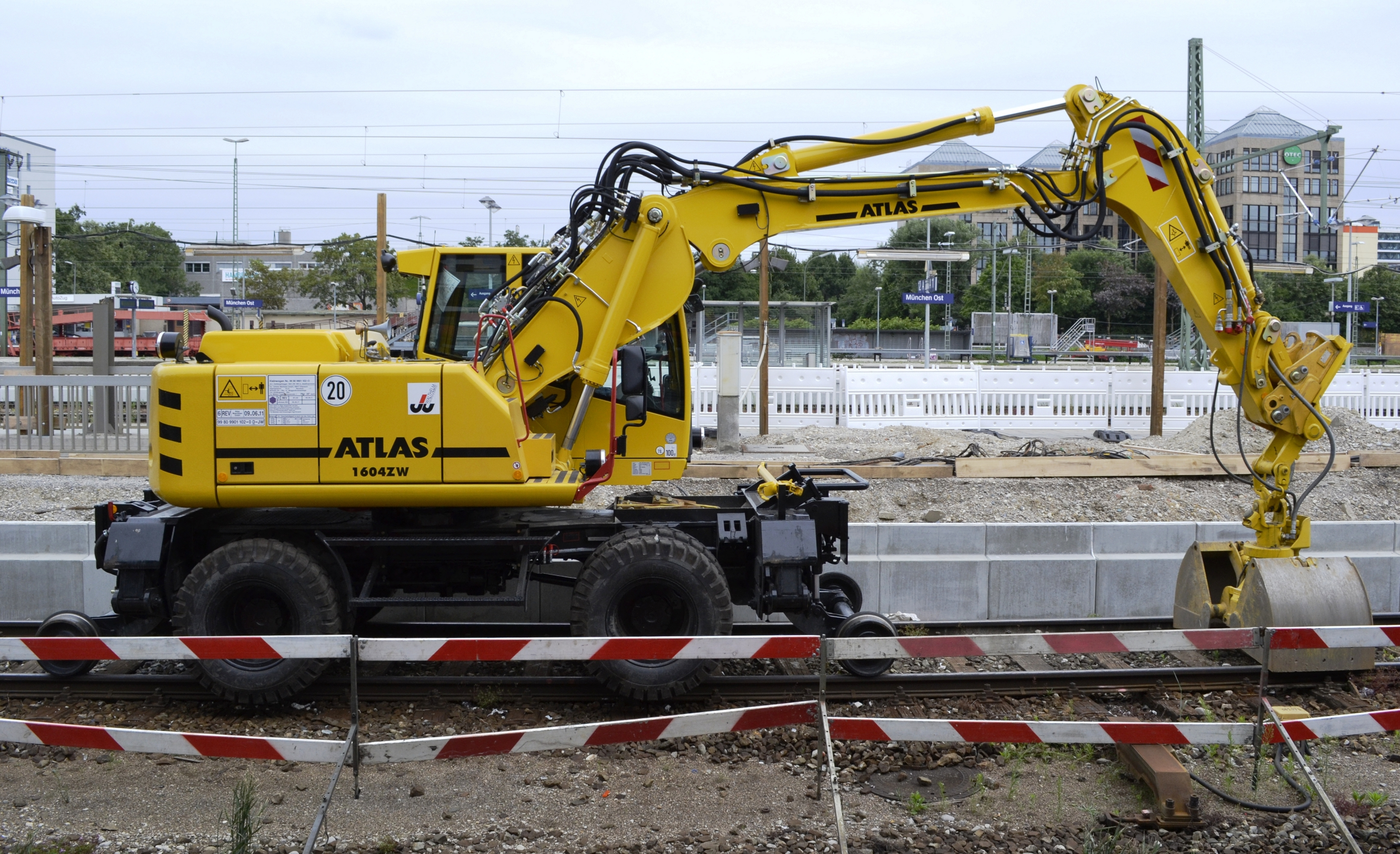
Zweiwegebagger 1604ZW
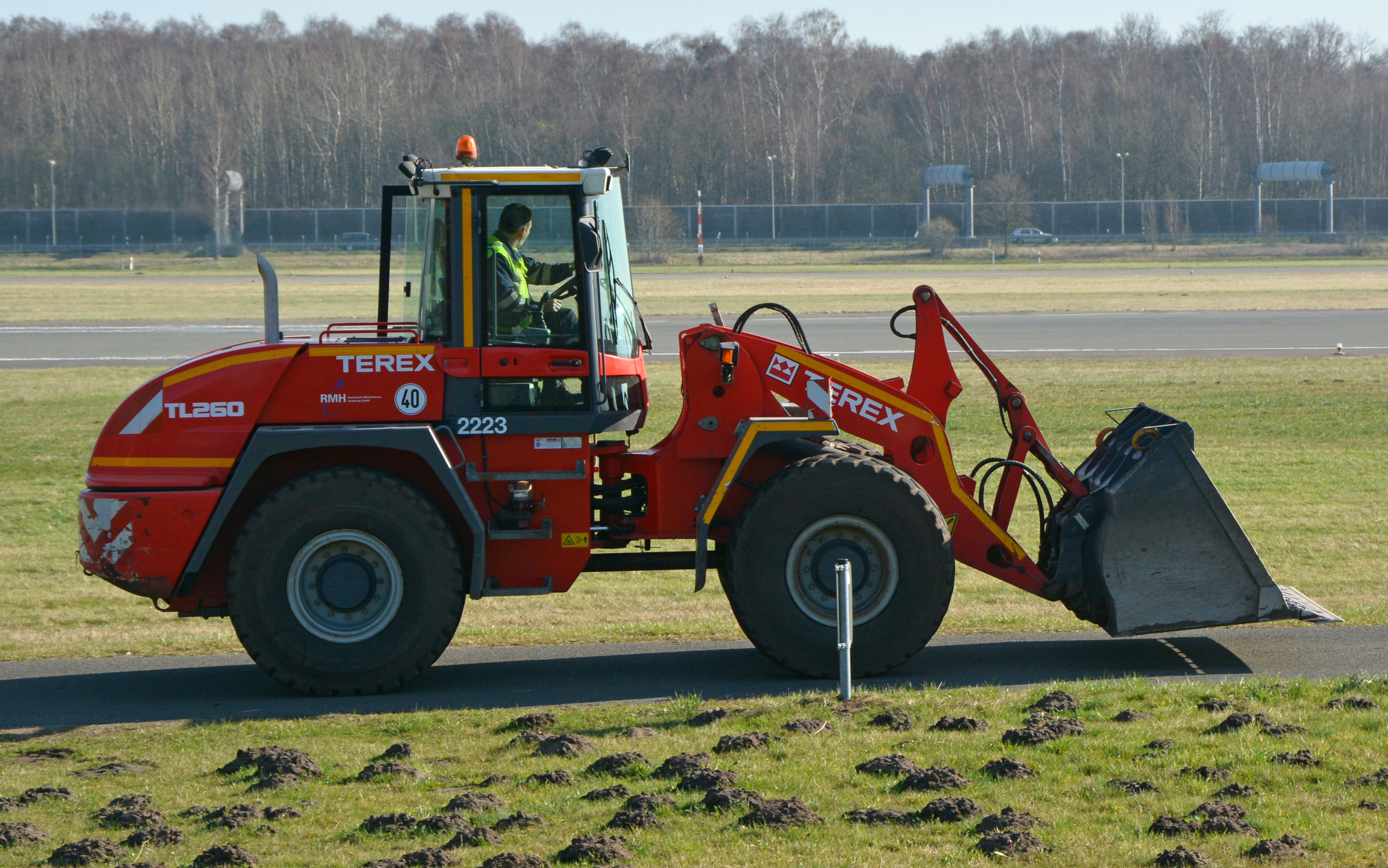
Für Terex produzierter Radlader TL260